# Mycetophila crassicornis
Mycetophila crassicornis är en tvåvingeart som först beskrevs av Roser 1840.  Mycetophila crassicornis ingår i släktet Mycetophila och familjen svampmyggor.
Artens utbredningsområde är Tyskland. Inga underarter finns listade i Catalogue of Life.